# Leon Dąbrowski (ur. 1925)
Leon Dąbrowski (do 1952: Leon Dziura) (ur. 2 grudnia 1925 w Szarowoli) – oficer aparatu bezpieczeństwa i Milicji Obywatelskiej.

## Życiorys
Urodził się 2 grudnia 1925 w rodzinie Jana i Barbary Dziurów . Funkcjonariusz aparatu bezpieczeństwa na Lubelszczyźnie od 19 sierpnia 1944, początkowo wywiadowca Sekcji 4 PUBP w Tomaszowie Lubelskim, następnie wartownik w tym urzędzie, potem oficer śledczy PUBP. 1945–1949 oficer śledczy i starszy oficer śledczy w PUBP w Tomaszowie Lubelskim, Puławach i Kraśniku. Od 1 grudnia 1949 zastępca szefa, a od 1 marca 1950 szef PUBP w Hrubieszowie, od 1 sierpnia 1950 naczelnik Wydziału IV WUBP w Lublinie, 1952-1953 słuchacz Kursu Aktywu Kierowniczego Ośrodka szkoleniowego MBP, od sierpnia 1953 do końca 1956 zastępca szefa WUBP/WUdsBP w Gdańsku, następnie od początku 1957 do 15 stycznia 1958 zastępca komendanta wojewódzkiego ds. SB KW MO w Gdańsku, potem do 29 października 1969 I zastępca komendanta wojewódzkiego ds. SB KW MO w Bydgoszczy. Pracownik SB do 30 marca 1990, m.in. inspektor w MSW. Od 15 marca do 30 kwietnia 1990 pozostawał w dyspozycji dyrektora Departamentu Kadr MSW .
W 1969 został magistrem historii na UMK w Toruniu.

## Ordery i odznaczenia
- Medal Zwycięstwa i Wolności 1945
- Krzyż Partyzancki
- Brązowy Krzyż Zasługi
- Srebrny Krzyż Zasługi
- Złoty Krzyż Zasługi
- Medal 10-lecia Polski Ludowej
- Brązowa Odznaka W Służbie Narodu
- Srebrna Odznaka W Służbie Narodu
- Złota Odznaka W Służbie Narodu
- Krzyż Kawalerski Orderu Odrodzenia Polski
- Krzyż Oficerski Orderu Odrodzenia Polski
- Krzyż Komandorski Orderu Odrodzenia Polski
- Medal 30-lecia Polski Ludowej
- Brązowa Odznaka „Za zasługi w ochronie porządku publicznego”
- Srebrna Odznaka „Za zasługi w ochronie porządku publicznego”
- Złota Odznaka Za zasługi w ochronie porządku publicznego
- Order Sztandaru Pracy I klasy
- Medal 40-lecia Polski Ludowej
- Brązowy Medal „Za zasługi dla obronności kraju”
- Złoty Medal „Za zasługi dla obronności kraju”
- Medal Za udział w walkach w ochronie władzy ludowej